# Gösta Gislow
Carl Gustav (Gösta) Gislow, född 21 augusti 1896 i Båraryds församling i Jönköpings län, död 18 november 1975, var en svensk ingenjör, företagsledare och diplomat.
Gösta Gislow var son till Carl Gislow och Anna Möller, samt brorson till Wilhelm Gislow. Han växte upp i Gislaved, tog studentexamen i Växjö 1913 och utbildade sig till kemiingenjör på Chalmers tekniska institut i Göteborg med examen 1916. Han arbetade på Firestone Tyre & Rubber Co i Akrin i Ohio i USA 1917–1919 och började som ingenjör på Svenska Gummifabriks AB i Gislaved 1919. Han blev driftschef där 1926 och vd efter Kooperativa Förbundets övertagande 1927. Han var 1932–1937 ägare och chef för Värnamo Gummifabrik och bedrev konsultverksamhet 1938–1942.
Åren 1943–1945 var han svensk generalkonsul i Istanbul i Turkiet och 1956–1961 handelsattaché vid Sveriges ambassad i Montevideo i Uruguay.
Han var gift med Märta Berlin (1903–1981). Paret hade en dotter.